# Kettle River
Kettle River är ett vattendrag i Kanada och USA.  Det ligger i provinsen British Columbia i Kanada och delstaten Washington i USA.
I omgivningarna runt Kettle River växer i huvudsak barrskog. Runt Kettle River är det mycket glesbefolkat, med 4 invånare per kvadratkilometer.